# Bantejszrei

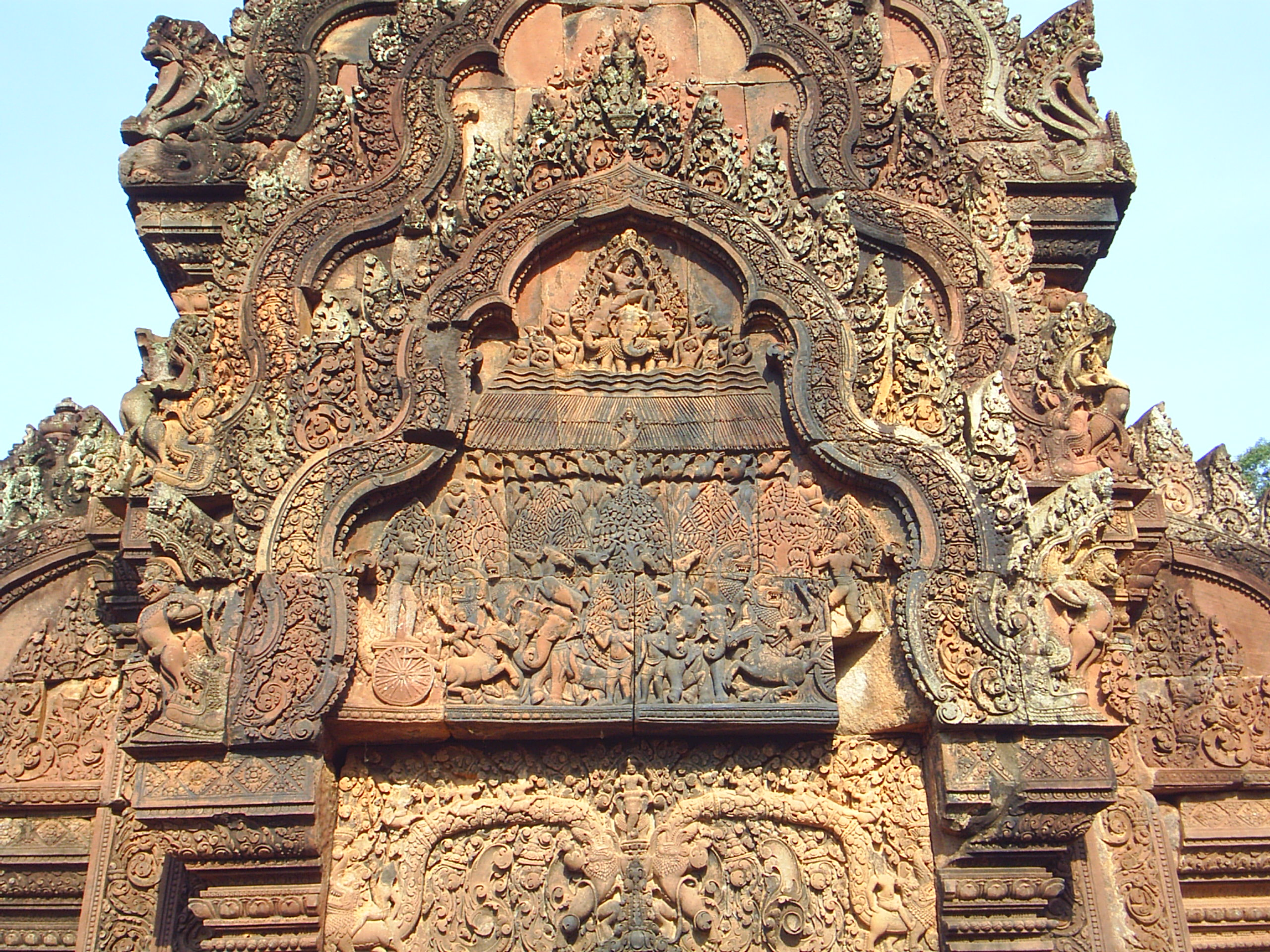
Timpanondísz, középen Indra elefántháton, amint esőt küld, hogy véget vessen az Agni által szított tűznek, új erőt és felfrissülést adva az élőlényeknek

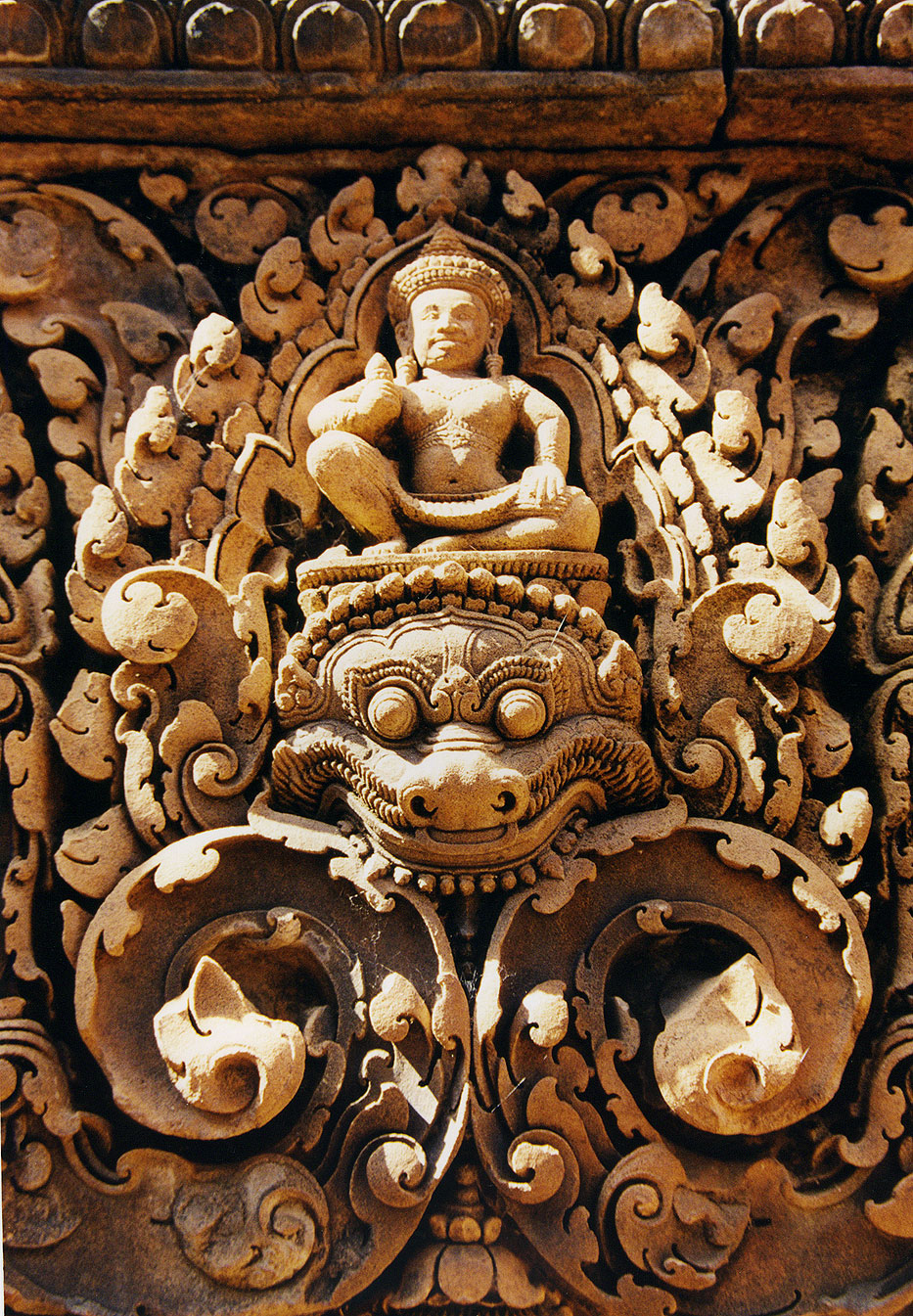
Ajtódísz, a kála-motívum közepén Yaksha (illat-evő szellem), alatta a kozmikus szörny Rahu látható

Bantejszrei (angol átírásban: Banteay Srei) – a Nők Citadellája vagy a Szépség Citadellája – az angkori világörökségi terület egyik legkisebb, ugyanakkor legdíszesebb hindu temploma, a khmer építő- és díszítőművészet „ékszerdoboza”.
A Sivának ajánlott templom Angkorvattól harminc kilométerre északkeletre áll. II. Radzsendravarman (944-968) és V. Dzsajavarman (968-1001) uralkodása alatt épült az egyik brahmana-főpap részére. Bantejszrei egészen kicsi, méreteivel eltörpül Angkor más templomaihoz képest – a kutatók véleménye szerint azért, mert építtetője nem az uralkodó volt.

## Az épület leírása
A legtöbb khmer templom mintájára Bantejszrei keleti tájolású. A templom egésze négy, zárt falból állt, amelyek kelet felé néző gopuráin (díszes átjáró) áthaladva lehetett bejutni a három toronnyal díszített szentélyhez. A legkülső 500×500 méteres fal valószínűleg fából épült, mára teljesen elpusztult; egyetlen keleti, Indra alakjával díszített átjárója maradt ránk. E gopurán át jutunk a 95×110 méteres, illetve 38×42 méteres, díszes belső galériákhoz, amelyek között vizesárok húzódik. A külső és belső falak átjáróit összekötő, kelet-nyugati irányú töltésút, a hosszúfolyosós galériákkal övezett harmadik udvarig vezet. Innen léphet be a látogató a 24×24 méteres körbefutó fallal határolt belső udvarra, amelynek közepén áll a „T” alaprajzú, 90 centiméteres talapzatra emelt szentély, valamint az északkeleti és délkeleti sarkokban egy-egy Könyvtár. A szentély bejárata egészen alacsony, csupán 108 centiméteres; egyre magasabb pilléres kamrákra, úgynevezett mandapákra osztott. Belsejében alacsony folyosó vezet a központi torony alatti belső terembe; a szentély középső és egyben legmagasabb tornya  9,8 méter magas.
A sötétrózsaszín homokkőből emelt épületet, különösen szép és részletesen kidolgozott faragások ékesítik. Egyedülállóan szépek a falakon körbefutó virág és levél ornamentikák, amelyek az alakokkal díszített kőlapokat elválasztják egymástól. A falakat körülbelül 70 centiméter magas dévatákat (istennőket), apszarákat (mennyei táncosnőket) és a hindu mitológia mennyországának lakóit ábrázoló teljes-alakos domborművek borítják. E műalkotások oly tökéletesen életszerűek, mintha nem is faragták volna őket, inkább varázsütésre megkövültek volna. A bejáratokat mitikus őrök, emberalakok és majomfejek vigyázzák, a lépcsők oldalán garudák sorakoznak. Az ajtók fölötti szemöldökfalakat és timpanonokat, a tornyok bejáratait, a gopurákat és a könyvtárak falait mitológiai jeleneteket bemutató (Siva életét idéző) alacsony reliefek díszítik – ábrázolásmódjuk erőteljes és rendkívül kifejező.
Az aprócska templomra véletlenül találtak rá 1914-ben. Kilenc évvel később 1923-ban precedens értékű volt a francia André Malraux műkincslopás vádjával való letartóztatása, mert Bantejszrei hét istennőszobrát Phnompenbe szállíttatta. A szobrok azonnal visszakerültek eredeti helyükre, Malraux pedig a befolyásos francia körök hathatós közbenjárása révén megmenekült a három évi börtönbüntetéstől. André Malraux a második világháború után Charles de Gaulle tábornok kormányának kultuszminisztere volt.
Az incidens felkeltette a területen dolgozó régészek Bantejszrei iránti érdeklődését, így 1931 és 1936 között Henri Marchal vezetésével elsőként restaurálták a templomot. Itt alkalmazták először az anasztilózist, az épületfelújítás és restaurálás ekkoriban forradalmi újításnak számító módszerét.
Az esőzések és a növényzet elburjánzása ismét veszélyeztették az épületet, ezért a templom állagmegóvása érdekében a régészek, Svájc anyagi támogatásával, 2002-2005 között a templom víztől való megóvásán, valamint a környék növényektől való megtisztításán dolgoztak.